# Élections législatives de 2007 dans les Pays de la Loire
Liste des candidats pour les élections législatives de juin 2007 :

## Élus
| Département      | Circonscription | Député sortant            | Parti | Député élu ou réélu       | Parti     |
| ---------------- | --------------- | ------------------------- | ----- | ------------------------- | --------- |
| Loire-Atlantique | 1re             | Jean-Pierre Le Ridant     | UMP   | François de Rugy          | Les Verts |
| Loire-Atlantique | 2e              | Marie-Françoise Clergeau  | PS    | Marie-Françoise Clergeau  | PS        |
| Loire-Atlantique | 3e              | Jean-Marc Ayrault         | PS    | Jean-Marc Ayrault         | PS        |
| Loire-Atlantique | 4e              | Jacques Floch             | PS    | Dominique Raimbourg       | PS        |
| Loire-Atlantique | 5e              | Robert Diat               | UMP   | Michel Ménard             | PS        |
| Loire-Atlantique | 6e              | Michel Hunault            | UDF   | Michel Hunault            | NC        |
| Loire-Atlantique | 7e              | Christophe Priou          | UMP   | Christophe Priou          | UMP       |
| Loire-Atlantique | 8e              | Claude Évin               | PS    | Marie-Odile Bouillé       | PS        |
| Loire-Atlantique | 9e              | Pierre Hériaud            | UMP   | Philippe Boënnec          | UMP       |
| Loire-Atlantique | 10e             | Serge Poignant            | UMP   | Serge Poignant            | UMP       |
| Maine-et-Loire   | 1re             | Roselyne Bachelot-Narquin | UMP   | Roselyne Bachelot-Narquin | UMP       |
| Maine-et-Loire   | 2e              | Dominique Richard         | UMP   | Marc Goua                 | PS        |
| Maine-et-Loire   | 3e              | Jean-Charles Taugourdeau  | UMP   | Jean-Charles Taugourdeau  | UMP       |
| Maine-et-Loire   | 4e              | Michel Piron              | UMP   | Michel Piron              | UMP       |
| Maine-et-Loire   | 5e              | Gilles Bourdouleix        | CNIP  | Gilles Bourdouleix        | CNIP      |
| Maine-et-Loire   | 6e              | Hervé de Charette         | UMP   | Hervé de Charette         | UMP       |
| Maine-et-Loire   | 7e              | Marc Laffineur            | UMP   | Marc Laffineur            | UMP       |
| Mayenne          | 1re             | François d'Aubert         | UMP   | Guillaume Garot           | PS        |
| Mayenne          | 2e              | Marc Bernier              | UMP   | Marc Bernier              | UMP       |
| Mayenne          | 3e              | Yannick Favennec          | UMP   | Yannick Favennec          | UMP       |
| Sarthe           | 1re             | Pierre Hellier            | UMP   | Fabienne Labrette-Ménager | UMP       |
| Sarthe           | 2e              | Jean-Marie Geveaux        | UMP   | Marietta Karamanli        | PS        |
| Sarthe           | 3e              | Béatrice Pavy             | UMP   | Béatrice Pavy             | UMP       |
| Sarthe           | 4e              | François Fillon           | UMP   | François Fillon           | UMP       |
| Sarthe           | 5e              | Dominique Le Mèner        | UMP   | Dominique Le Mèner        | UMP       |
| Vendée           | 1re             | Jean-Luc Préel            | UMP   | Jean-Luc Préel            | UMP       |
| Vendée           | 2e              | Dominique Caillaud        | UMP   | Dominique Caillaud        | UMP       |
| Vendée           | 3e              | Louis Guédon              | UMP   | Louis Guédon              | UMP       |
| Vendée           | 4e              | Véronique Besse           | MPF   | Véronique Besse           | MPF       |
| Vendée           | 5e              | Joël Sarlot               | MPF   | Joël Sarlot               | MPF       |

## Loire Atlantique

### Première circonscription de Nantes-Orvault
- Joël Le Chapelain (FN). Suppléant : Henri Attimont.
- Valérie Lorin (UDF-Mouvement démocrate). Suppléant : Emmanuel Cadeau.
- Jean-Pierre Le Ridant (UMP). Suppléant : Joseph Parpaillon.
- Irène Nathan. Suppléant : Cyrille Brosseau. (Mouvement national républicain).
- François De Rugy (Vert-PS) - suppléant : Pascal BOLO
- Patrick Pellen - UDB.
- Hervé Guichard (LO)
- Christine Sevin
- Alexandre Brundo (Mouvement pour la France)
- Michel Rica (PCF).
- Christine Meyer (Mouvement républicain et citoyen).
- Jean-Yves Corbierres (Parti radical de gauche).
- Régis Boudaud (Ligue communiste révolutionnaire).
- Nicole Girel (Le Trèfle-Nouveaux écologistes).
- Jean-Pierre Breus (Parti des travailleurs).

### Deuxième circonscription de Nantes
- François Pinte (UMP). Suppléant : Thomas Beliard.
- Jacqueline Picca-Dubreuil (MPF).
- Abdel Ghani Moussalli (Divers gauche). Suppléant : Jean-Louis Chausset.
- Damaris Merlet (UDB). Suppléant : Jean-Yves Le Goas.
- Barbara Poirot (FN). Suppléant : Pierre Cloud-Bourrières.
- Roselyne Morel (La France en action) . Suppléant : Andrée Jouan
- Marie-Françoise Clergeau (PS, député sortant).
- Jean-Yves Bocher (UDF-Mouvement démocrate).
- Pascale Chiron (Verts).
- Marie-Annick Benâtre (PCF).
- Thierry Fourage (LCR).
- Hélène Defrance (Lutte ouvrière).
- Paul Teilleux (MNR).
- Catherine Chirat (Rassemblement initiative citoyenne).
- Jean-Louis Rebière (sans étiquette).

### Troisième circonscription de Nantes-Saint-Herblain
- Patricia Rio (MPF). Suppléant : Lucien Foucher.
- Gilles Bontemps (PCF). Suppléant : Martine Ritz.
- Sophie Jozan (UMP). Suppléante : Céline Barré.
- Catherine Choquet (Verts). Suppléant : Jean-François Tallio.
- Michelle Pellerin (MNR). Suppléant : Raymond Grondin.
- Bruno Jarry (La France en action). Suppléant : Ludovic Tayeb
- Ahmed Bouasria (citoyens en mouvement). Suppléant : Mohamed Choukri
- Jean-Marc Ayrault (PS, député sortant).
- Patricia Rio (MPF).
- Michel Mitermite (Communistes).
- Éric Menard (Modem).
- Louis-Armand de Béjarry (FN).
- Murielle Lalanne (CPNT).
- Jean-Marc Carpentier (Parti social libéral européen).
- Liliane Olejniczak (Lutte ouvrière).
- Delphine Vince (LCR).

### Quatrième circonscription de Nantes-Rezé
- Catherine Beaulieu (MPF). Suppléant : Philippe Fofé.
- Yann Vince (PCF). Suppléante : Laurence Compoint.
- Michelle Cacheux (MNR). Suppléante : Denise Allard.
- Dominique Raimbourg (PS). Suppléante : Michele Gressus.
- Oriane Borja (FN). Suppléant : Pierre Cordier.
- Yves Aumon (Modem)
- Paul Raynaud (LO).
- Lilian Scalès (Le Trèfle-Nouveaux écologistes).
- Christine Thébaudeau (UMP).
- Catherine Esnée (Verts).
- Alain Vialatte (Rassemblement initiative citoyenne).
- Pierre Chauvin (LCR).
- Roger Barital (Parti humaniste).
- Nicole Rose (CPNT).
- Thierry Rocton (Parti des Travailleurs).
- Aurélie Pergeaux (Parti social européen).

### Cinquième circonscription de Nantes-Ancenis
- Michel Ménard (PS). Suppléante : Annie Briand.
- Dominique Trichet-Allaire (Verts). Suppléant : Luc Leconte.
- Yolande Durand (FN). Suppléante : Jacqueline Guerrier.
- Didier Lizé (Lutte ouvrière). Suppléant : Pierre Danielo.
- Sandra Bureau (MPF). Suppléant : Benoit Fourage.
- Pascale Syre (MNR). Suppléante : Paulette Clavery.
- Claude Pierre (Mouvement écologiste indépendant). Suppléante : Arlette Marionneau.
- Brigitte Bouteiller (La France en action). Suppléant : Yann Bouteiller
- Robert Diat (UMP, député sortant).
- Maurice Perrion (Modem).
- Delphine Bouffenie (PCF).
- Christine Moiselet (LCR).
- Hacène Daoui (Rassemblement initiative citoyenne).
- Marc Henry (CPNT).

### Sixième circonscription de Chateaubriant
- Bérénice Vanhaecke (MPF). Suppléant : Thomas Herren.
- Jean-Claude Kerhir (FN). Suppléant : Wilfrid Durand.
- Monique Hallez (MNR). Suppléant : Jacques Chereau.
- Michel Hunault (UDF-majorité présidentielle). Suppléant : Yannick Bigaud.
- Pierre Even (UDB). Suppléante : Valérie Chauvin.
- Pascal Bioret (PS). Suppléante : Danielle Catala.
- Paul Attard (La France en action). Suppléant :Gauthier Journet
- Christophe Hélou (LO).
- Isabelle Verdon (Verts).
- Naïma Bouzid (Rassemblement Initiative citoyenne).
- Fabrice Sanchez (CPNT).
- Roseline Percevault (PC).
- Anne Lavielle (MEI).
- Nadine Bouchard (LCR).
- Donatienne Ménager (Modem).
- Julien Trillard (Parti des travailleurs).

### Septième circonscription La Baule-Guérande
- Adeline L'Honen (PS). Suppléant : Olivier Château
- Marc Justy (PCF). Suppléant : Patrick Hamon.
- Christophe Priou (UMP). Suppléant : Bernard Clouet.
- Patricia Gallerneau (UDF-Mouvement démocrate). Suppléant : Gilles Belliot.
- Françoise Raffin (MNR). Suppléant : Yves Jacob.
- Alain Mazery (Verts). Suppléante : Tyjo Guenneugues.
- Hubert Templier (La France en action). Suppléant : Jean-Norbert Percheron
- Damien Perrotin - UDB.
- Matthieu Poudat (MPF).
- Monique Juguet (FN).
- Marie-France Belin (Lutte ouvrière).
- Bernard Schumacher (Mouvement écologiste indépendant).
- Hubert Templier (la France en action).
- Gaele Berthaud (LCR).
- Gwenaël Rio (CPNT).

### Huitième circonscription de Saint-Nazaire
- Kévin Izorce (UDF-Mouvement démocrate. Suppléant : Michel Almazor.
- Jean François Arthur (UMP). Suppléante : Dominique Biard.
- Yvonne Barvec (UDB). Suppléant : Sylvain Rabouille.
- Bernard Morin (FN). Suppléant : Guy Baron.
- Arlette Mousseau (Les Verts). Suppléant : Romain Langlet.
- Marie-Odile Bouillé (PS). Suppléant : David Samzun
- Roland Scaramozzino (La France en action). Suppléant : Maurice Giraudeau
- Anne-Claire Poudat (MPF).
- Jean-Claude Saint-Arroman (LO).
- Michel Bernard (Mouvement communiste).
- Christian Saulnier (PCF).
- Valérie Mahé (CPNT).
- Philippe Creneguy (LCR).
- Jean-Christian Diat (sans étiquette).
- Rémi Leroux (Parti des travailleurs).
- Jean-Claude Cussac (MNR).

### Neuvième circonscription du Pays-de-Retz
- Hervé Beaulieu (MPF). Suppléant : Claude-Bernard Lemasle.
- Marguerite Lussaud (FN). Suppléant : Michel Poirot.
- Patricia Dupre (Les Verts). Suppléant : Jacques LeBreton, UDB.
- Alain Guillon (UDF-Modem).
- Philippe Boënnec (UMP).
- Bernard Revel (DVD).
- Monique Rabin (PS).
- Michèle Picaud (PCF).
- Annie Hervo (LO).
- Élise Faucheux (LCR).
- Alain Bouyer (Mouvement écologiste indépendant).
- Dominique Pilet (CPNT).
- Jean-François Cossé (Divers droite).

### Dixième circonscription de Vertou-Clisson
- Jean-Pierre Le Voguer (La France en action). Suppléant : Monique Durocher
- Serge Poignant (UMP, député sortant).
- Marie-Thérèse Callet - UDB.
- Martine L'Hostis (PS).
- Martine Guilbert (LO).
- Emmanuelle Stiesz (PCF).
- Guy Grandjean (Mouvement écologiste indépendant).
- Marie-Sylvie Hardy (Modem).
- Maxence de Rugy (MPF).
- Dominique Héraud (LCR).
- Hervé Leca (FN).
- Philippe Cheneau (CPNT).

## Maine-et-Loire

### 1recirconscription: Angers-Nord
Député sortant : Roselyne Bachelot
| Candidat                 | Parti           | Premier tour | Premier tour | Second tour | Second tour |
| Candidat                 | Parti           | #            | %            | #           | %           |
| ------------------------ | --------------- | ------------ | ------------ | ----------- | ----------- |
| Roselyne Bachelot (élue) | UMP             | 22 717       | 46,87        | 24 694      | 54,67       |
| Luc Belot                | PS              | 12 681       | 26,16        | 20 477      | 45,33       |
| Patrice Mangeard         | UDF - MoDem     | 4 457        | 9,20         |             |             |
| Gilles Mahé              | Les Verts       | 2 729        | 5,63         |             |             |
| Jean-Luc Godet           | LCR             | 1 204        | 2,48         |             |             |
| Michel Schaeffer         | FN              | 993          | 2,05         |             |             |
| Isabelle Lelièvre        | PCF             | 875          | 1,81         |             |             |
| Louis Chouane            | MPF             | 841          | 1,74         |             |             |
| Désiré Édouard Le Gall   | FEA             | 631          | 1,30         |             |             |
| Louis-Marie Bachelot     | AL              | 617          | 1,27         |             |             |
| Patrice Delanoë          | LO              | 503          | 1,04         |             |             |
| Jean-Claude Pasquier     | MNR             | 216          | 0,45         |             |             |
| Claire Sourceau          | Parti humaniste | 2            | 0,00         |             |             |

### 2ecirconscription: Angers-Sud
Député sortant : Dominique Richard
| Candidat                    | Parti       | Premier tour | Premier tour | Second tour | Second tour |
| Candidat                    | Parti       | #            | %            | #           | %           |
| --------------------------- | ----------- | ------------ | ------------ | ----------- | ----------- |
| Dominique Richard           | UMP         | 21 841       | 41,27        | 24 363      | 47,88       |
| Marc Goua (élu)             | PS          | 16 703       | 31,56        | 26 517      | 52,12       |
| Bernardette Caillard-Humeau | UDF - MoDem | 5 542        | 10,47        |             |             |
| Vincent Dulong              | Les Verts   | 1 807        | 3,41         |             |             |
| Nathalie Juigner            | LCR         | 1 441        | 2,72         |             |             |
| Danielle Gentet             | FN          | 1 114        | 2,11         |             |             |
| Philippe Denis              | PCF         | 974          | 1,84         |             |             |
| Catherine Boulard           | MPF         | 905          | 1,71         |             |             |
| Dominique Barbier           | PT          | 605          | 1,14         |             |             |
| Philippe Lebrun             | LO          | 597          | 1,13         |             |             |
| Bernard Portzert            | Le Trèfle   | 571          | 1,08         |             |             |
| Patrice Silvestre           | FEA         | 566          | 1,07         |             |             |
| Jean-Marc Guimon            | MNR         | 253          | 0,48         |             |             |

### 3ecirconscription: Saumur-Nord
Député sortant : Jean-Charles Taugourdeau
| Candidat                       | Parti       | Premier tour | Premier tour |
| Candidat                       | Parti       | #            | %            |
| ------------------------------ | ----------- | ------------ | ------------ |
| Jean-Charles Taugourdeau (élu) | UMP         | 21 065       | 52,41        |
| Jean-Michel Marchand           | PRG         | 8 911        | 22,17        |
| Stéphane Robin                 | UDF - MoDem | 3 189        | 7,93         |
| René Lacalmette                | FN          | 1 220        | 3,04         |
| Vanessa Auroy                  | LCR         | 1 213        | 3,02         |
| Elisabeth Trillon              | Les Verts   | 1 138        | 2,83         |
| Roselyne Pichon                | PCF         | 848          | 2,11         |
| Brigitte Bellanger             | LO          | 635          | 1,58         |
| Jacky Bouchenoire              | MPF         | 608          | 1,51         |
| René-Guy Chedanne              | MEI         | 451          | 1,12         |
| André Quinquenel               | FEA         | 358          | 0,89         |
| Dany Rosier                    | PT          | 319          | 0,79         |
| Yves de Cadaran                | MNR         | 238          | 0,59         |

### 4ecirconscription: Saumur-Sud
Député sortant : Michel Piron
| Candidat           | Parti       | Premier tour | Premier tour |
| Candidat           | Parti       | #            | %            |
| ------------------ | ----------- | ------------ | ------------ |
| Michel Piron (élu) | UMP         | 23 009       | 52,54        |
| Astrid Lelièvre    | PS          | 8 791        | 20,07        |
| Arnaud Perinelle   | UDF - MoDem | 4 221        | 9,64         |
| Chantal Moutel     | FN          | 1 556        | 3,55         |
| Christophe Cardet  | Les Verts   | 1 514        | 3,46         |
| Boris Vigneault    | LCR         | 1 130        | 2,58         |
| Patrick Daviaud    | MPF         | 1 010        | 2,31         |
| Marie-Louise Dupas | LO          | 659          | 1,50         |
| Marc Faivet        | MEI         | 460          | 1,05         |
| Bernard Robert     | PCF         | 447          | 1,02         |
| Bernard Challet    | FEA         | 434          | 0,99         |
| Julien Ricaud      | MRC         | 322          | 0,74         |
| Franck Lalande     | MNR         | 242          | 0,55         |

### 5ecirconscription: Cholet
Député sortant : Gilles Bourdouleix
| Candidat                 | Parti         | Premier tour | Premier tour | Second tour | Second tour |
| Candidat                 | Parti         | #            | %            | #           | %           |
| ------------------------ | ------------- | ------------ | ------------ | ----------- | ----------- |
| Gilles Bourdouleix (élu) | CNIP          | 20 685       | 46,32        | 22 684      | 56,30       |
| Laurence Adrien-Bigeon   | PS            | 9 222        | 20,65        | 17 609      | 43,70       |
| Xavier Coiffard          | UDF - MoDem   | 7 240        | 16,21        |             |             |
| Colette Jouy-Meeldijk    | Les Verts     | 1 150        | 2,58         |             |             |
| Guenaël Sanceau          | LCR           | 846          | 1,89         |             |             |
| Dominique Poupard        | GA            | 833          | 1,87         |             |             |
| Anne Fillaud             | MPF           | 806          | 1,80         |             |             |
| Michel Bendahan          | Divers droite | 782          | 1,75         |             |             |
| Robert Cerisier          | LO            | 722          | 1,62         |             |             |
| Patrice Gros-Suaudeau    | FN            | 684          | 1,53         |             |             |
| Anne Tilly               | MEI           | 568          | 1,27         |             |             |
| Nicole Veylit            | PCF           | 476          | 1,07         |             |             |
| Luc Ferry                | FEA           | 424          | 0,95         |             |             |
| Christian Proust         | MNR           | 219          | 0,49         |             |             |

### 6ecirconscription: Angers-Mauges
Député sortant : Hervé de Charette
| Candidat                | Parti           | Premier tour | Premier tour | Second tour | Second tour |
| Candidat                | Parti           | #            | %            | #           | %           |
| ----------------------- | --------------- | ------------ | ------------ | ----------- | ----------- |
| Hervé de Charette (élu) | UMP             | 25 177       | 44,69        | 28 734      | 56,69       |
| Serge Bardy             | PS              | 12 348       | 21,92        | 21 953      | 43,31       |
| Laurent Gérault         | UDF - MoDem     | 9 900        | 17,57        |             |             |
| Rose-Marie Véron        | Les Verts       | 2 376        | 4,22         |             |             |
| Aurore Dauly            | LCR             | 1 410        | 2,50         |             |             |
| Anne-Marie Durafour     | FN              | 1 252        | 2,22         |             |             |
| Cécile Herisse          | MPF             | 1 180        | 2,09         |             |             |
| Céline L'huillier       | LO              | 805          | 1,43         |             |             |
| Jean-Jacques Romanes    | MEI             | 718          | 1,27         |             |             |
| Nadine Bouvet           | PCF             | 591          | 1,05         |             |             |
| Michelle Le Thomas      | FEA             | 579          | 1,03         |             |             |
| Sylvia Mailleux         | Parti humaniste | 2            | 0,00         |             |             |

### 7ecirconscription: Angers-Segré
Député sortant : Marc Laffineur
| Candidat              | Parti       | Premier tour | Premier tour |
| Candidat              | Parti       | #            | %            |
| --------------------- | ----------- | ------------ | ------------ |
| Marc Laffineur (élu)  | UMP         | 23 276       | 51,70        |
| Silvia Camara-Tombini | PS          | 10 654       | 23,66        |
| Serge Neumann         | UDF - MoDem | 3 733        | 8,29         |
| François Beaumert     | Les Verts   | 2 218        | 4,93         |
| Martin Nivault        | LCR         | 1 304        | 2,90         |
| Ghislaine Linxe       | FN          | 876          | 1,95         |
| Bertille Spiesser     | MPF         | 780          | 1,73         |
| Anne Lebouc           | PCF         | 774          | 1,72         |
| Didier Testu          | LO          | 647          | 1,44         |
| Régis Simon           | FEA         | 505          | 1,12         |
| Roland Bidault        | MNR         | 256          | 0,57         |

## Mayenne

### 1recirconscription(Laval)
- Paul Le Morvan : Front national
- Guillaume Garot : Parti socialiste
- Benoît Pernin : UDF - MoDem
- Serge Faguet : Parti des travailleurs
- Geneviève Bougard : Lutte ouvrière
- Isabelle Cordeau : Mouvement pour la France
- Yohann Thiaux : Ligue communiste révolutionnaire
- Françoise Marchand : Les Verts
- Michèle Aubujeau : Mouvement national républicain
- François d'Aubert : Union pour un mouvement populaire
- Michel Sorin : Mouvement républicain et citoyen
- Jacques Poirier : Parti communiste français
- Bernadette Bresard : La France en action
- Bernard Langlade : Rassemblement pour une initiative citoyenne

### 2ecirconscription(Château-Gontier)
- Katell Mautin : Front national
- Marc Bernier : Union pour un mouvement populaire
- Sophie Lefort : Mouvement pour la France
- Martine Amelin : Lutte ouvrière
- Dominique Noirot : Ligue communiste révolutionnaire
- Jean-Yves Griot : Les Verts
- Linda Bruneau : Parti socialiste
- Claudette Lefèbvre : Parti communiste français
- Élisabeth Doineau : UDF - MoDem
- Vincent Saulnier : Sans étiquette
- Guy Rousseau : Rassemblement pour une initiative citoyenne
- Joseph Gaudin : La France en action
- Brigitte Angibaud : Nouveau Centre

### 3ecirconscription(Mayenne)
- Bruno de La Morinière : Front national
- Yannick Favennec : Union pour un mouvement populaire
- Jean-Pierre Le Scornet : Parti socialiste
- Marie-Madeleine Billeau : Mouvement national républicain
- Pierrick Tranchevent : UDF - MoDem
- Marie-Paule Seigneur : Lutte ouvrière
- Viviane Chanteloup : Mouvement pour la France
- Jean-Claude Maignan : Les Verts
- Yannick Peltier : Parti communiste français
- Bénédicte Pelletier : Ligue communiste révolutionnaire
- Philippe Jourdin : La France en action

## Sarthe

### 1recirconscription(Le Mans-Sillé-le-Guillaume)
Député sortant : Pierre Hellier (UMP)
| Nom du candidat                  | Parti     | Résultats 1er tour | Résultats 1er tour | Résultats 2e tour | Résultats 2e tour |
| Nom du candidat                  | Parti     | Voix               | %                  | Voix              | %                 |
| -------------------------------- | --------- | ------------------ | ------------------ | ----------------- | ----------------- |
| Fabienne Labrette-Ménager (élue) | UMP       | 19875              | 47,23              | 22158             | 56,55             |
| Françoise Dubois                 | PS        | 11257              | 26,75              | 17026             | 43,45             |
| Hubert Celle                     | UDF-MoDem | 2986               | 7,10               |                   |                   |
| Jean-Louis Prigent               | Les Verts | 1832               | 4,35               |                   |                   |
| Jean-Louis Aubert                | MPF       | 1292               | 3,07               |                   |                   |
| Jean-François Le Gras            | FN        | 1188               | 2,82               |                   |                   |
| Dinah Thommeret                  | LCR       | 1166               | 2,77               |                   |                   |
| Bernard Breux                    | PCF       | 915                | 2,17               |                   |                   |
| François Garcia                  | LO        | 573                | 1,36               |                   |                   |
| Martine Pavé                     | CPNT      | 454                | 1,08               |                   |                   |
| Jean-Claude Loiseau              | FA        | 344                | 0,82               |                   |                   |
| Claude Vignot                    | MNR       | 160                | 0,38               |                   |                   |
| Serge Mousset                    | SE        | 36                 | 0,09               |                   |                   |

### 2ecirconscription(Le Mans-Bouloire)
Député sortant : Jean-Marie Geveaux (UMP)
| Nom du candidat              | Parti     | Résultats 1er tour | Résultats 1er tour | Résultats 2e tour | Résultats 2e tour |
| Nom du candidat              | Parti     | Voix               | %                  | Voix              | %                 |
| ---------------------------- | --------- | ------------------ | ------------------ | ----------------- | ----------------- |
| Marietta Karamanli (élue)    | PS        | 15965              | 34,29              | 23476             | 52,48             |
| Jean-Marie Geveaux (sortant) | UMP       | 19986              | 42,93              | 17026             | 43,45             |
| Pascaline Tréton             | UDF-MoDem | 2526               | 5,43               |                   |                   |
| Pascale Soulard              | PCF       | 1661               | 3,57               |                   |                   |
| Joël Métivier                | FN        | 1596               | 3,43               |                   |                   |
| Alexis Braud                 | Les Verts | 1405               | 3,02               |                   |                   |
| Frédéric Madelin             | LCR       | 1341               | 2,88               |                   |                   |
| Marie-Noëlle Parcheminal     | MPF       | 665                | 1,43               |                   |                   |
| Yves Cheere                  | LO        | 534                | 1,15               |                   |                   |
| Michel Pageard               | PT        | 431                | 0,93               |                   |                   |
| Fabienne Gandemer            | FA        | 281                | 0,60               |                   |                   |
| André Dovillez               | MNR       | 169                | 0,36               |                   |                   |

### 3ecirconscription(La Flèche-Saint-Calais)
- Eveline Abecassis : Lutte ouvrière (LO)
- Loic Bardin : Mouvement démocrate (UDF-Modem)
- Gérard Baudry : Parti des travailleurs (PT)
- Jean-Pierre Chuine : La France en action (FEA). Suppléant Blandine Cadix
- Gabrielle Couillin : Front national (FN)
- Sadia Drissi : Sans étiquette
- Christian Hérault : Sans étiquette
- Huguette Hérin : Parti communiste français (PCF)
- Agnès Lorilleux : Parti socialiste (PS)
- Béatrice Pavy : Union pour un mouvement populaire (UMP)
- Thierry Pradier : Les Verts
- Anne-Marie Savigny : Chasse, pêche, nature et traditions (CPNT)
- Nathalie Sebille : Mouvement pour la France (MPF)

### 4ecirconscription(Le Mans-Sablé-sur-Sarthe)
- Catherine du Boisbaudry : Front national (FN)
- Jean-Pierre Bourelly : Mouvement démocrate (UDF-Modem)
- Jeannette Delory : Mouvement national républicain (MNR)
- Joël Esnault : Chasse, pêche, nature et traditions (CPNT)
- François Fillon : Union pour un mouvement populaire (UMP)
- Stéphane Le Foll : Parti socialiste (PS)
- Christophe Lemaître : Génération écologie (GE)
- Gilles Leproust : Parti communiste français (PCF)
- Maria Loire : La France en action (FEA) . Suppléant : Frédéric Guilbert
- Dominique Niederkorn : Les Verts
- Thierry Nouchy : Lutte ouvrière (LO)
- Christian Papin : Sans étiquette

### 5ecirconscription(Le Mans-Mamers)
- Cécile Bayle de Jessé : Mouvement pour la France (MPF)
- Daniel Bouchard : Gauche ouvrière et chrétienne (GOC)
- Nadia Chikh : Sans étiquette
- Philippe de Torcy : Chasse, pêche, nature et traditions (CPNT)
- Karine Fouquet : Lutte ouvrière (LO)
- Catherine Gouhier : Les Verts
- Gérard Goulette : La France en action (FEA). Suppléant : Sylviane Goulette
- Gérard Guyau : Ligue communiste révolutionnaire (LCR)
- Jean-François Lagrange : Mouvement national républicain (MNR)
- Gilles Laurent : Front national (FN)
- Dominique Le Mèner : Union pour un mouvement populaire (UMP)
- Albert Peirano : Mouvement démocrate (UDF-Modem)
- Christophe Rouillon : Parti socialiste (PS)
- Annick Vignez : Parti communiste français (PCF)

## Vendée

### 1recirconscription
- Jean-Luc Préel (Majorité présidentielle), sortant
- Patricia Cereijo (PS)
- Corinne Moreau (Gauche Unie Anti-Libérale)
- Anne Valin (Les Verts)
- Jacques Charrier (MEI)
- Mayi Gil (LCR)
- Gilles Robin (Lutte ouvrière)
- Brigitte Neveux (FN)
- Marie-Madeleine Violleau (MNR)
- Jacqueline Sorin (SE)
- Nathalie Botton (CPNT)
- Alain Lebœuf (DivD)

### 2ecirconscription
- Dominique Caillaud (UMP), sortant
- Raoul Mestre (UDF-MoDem)
- Sylviane Bulteau (PS)
- François Lagleize (Gauche Unie Anti-Libérale)
- Yann Hélary (Les Verts)
- Jean-Pierre Morinière (La France en action)
- Christine Samson (Lutte ouvrière)
- Robert Boinier (Parti des travailleurs)
- Georges Kouskoff (FN)
- Maurice Genet (MNR)
- Michel Rioche (SE)

### 3ecirconscription
- Jacques Baud (PS)
- Louis Guédon (UMP), sortant
- François de Chantérac (CNIP), suppléant : Frédéric Serrano
- Frédérique Marsal (Gauche unie anti-libérale)
- Geneviève Lebouteux (La France en action)
- Jean-Yves Therin (Lutte ouvrière)
- Françoise Gilbert (Les Verts)
- Xavier Gerbaud (UDF-MoDem)
- Philippe Foure (MHAN)
- Danielle Cheret (Parti humaniste)
- Paul Petitididier (MNR)
- Danièle Vouzellaud (FN)
- Erick Marolleau (CPNT)

### 4ecirconscription
- Véronique Besse (Majorité présidentielle, MPF), sortante, réélue au premier tour.
- Jean-François Bolteau (PS)
- Jean-Claude Chevallier (Gauche Unie Anti-Libérale)
- Anita barbarit (La France en action)
- Michel Stambouli (Lutte ouvrière)
- Arnold Schwerdorffer (UDF-Modem)
- Patrick You (Les Verts)
- Jean-Marie Dieulangard (FN)
- Martine Aury (CPNT)

### 5ecirconscription
- Joël Sarlot (MPF), député sortant, réélu au premier tour. Élection invalidée le 7 février 2008; Dominique Souchet lui succède le 13 avril 2008.
- Thierry Hardoin (UDF-MoDem)
- Claudette Boutet (PS)
- Jean-Claude Remaud (PRG-PS)
- Philippe Terroire (Gauche Unie Anti-Libérale)
- Jean Coirier (Les Verts)
- Philippe Charreyron (MEI)
- Claude Quintyn (La France en action)
- Maryse Lépron (Lutte ouvrière)
- Thérèse Gaborit (FN)
- Anne-Marie Petit (MNR)
- Nathalie Souyri (SE)
- Dominique Bouhier (CPNT)